# Eva Gallardo
Eva Antonia Gallardo-Gutiérrez (1973)  é uma matemática espanhola, especializada em teoria dos operadores. É professora de matemática na Universidade Complutense de Madrid, vice-diretora do Instituto de Ciências Matemáticas e presidente da Real Sociedade Espanhola de Matemática.
Gallardo completou um doutorado na Universidade de Sevilha em 2000. Sua tese, Ciclicidad de operadores: Teoría espectral, foi orientada por Alfonso Montes-Rodríguez. Com Montes-Rodríguez é coautora de uma monografia de pesquisa, The Role of the Spectrum in the Cyclic Behavior of Composition Operators (American Mathematical Society, 2004).